# وونگ کار وای
وونگ کار وای زاده ۱۷ ژوئیهٔ ۱۹۵۸ کارگردان، فیلم‌نامه‌نویس، و تهیه‌کننده هنگ کنگی است. آوازه جهانی او به خاطر سبک منحصربه‌فرد و پراحساس اوست.
به‌طور معمول فیلم‌های وونگ کار وای داستان عاشقانه قهرمان داستان است که به صورتی عجیب، ناتمام و پیچیده بیان می‌شود. حتی در برخی از فیلم‌هایش مانند ۲۰۴۶ او خط زمانی داستان را در هم می‌شکند. قهرمان‌ها و شخصیت‌های فیلم‌های او معمولاً عاشق و تنها با شخصیتی بسیار ویژه هستند.

## زندگی شخصی
وونگ در سال ۱۹۵۸ در شانگهای چین زاده شد. او در سال ۱۹۶۳ (میلادی) به همراه پدر و مادرش به هنگ کنگ رفت. زبان اصلی او زبان ماندارین است. او و مادرش زبان کانتونی را که در هنگ‌کنگ به آن سخن می‌گفتند نمی‌دانستند. به همین دلیل در برقراری ارتباط با دیگران مشکل داشتند. از این رو برای گذران وقت، به سینما می‌رفتند. کار وای گفته بود: "سینما پدیده‌ای بود که می‌شد آن را ورای کلمات درک کرد. زبانی جهانی بود که بر پایه تصاویر بنا شده بود".
در سال ۱۹۷۸ (میلادی) وارد دانشگاه پلی‌تکنیک هنگ کنگ شد و رشته طراحی گرافیک را ادامه داد و پس از دو سال فارغ‌التحصیل شد.

## زندگی حرفه‌ای
وونگ کار وای در سال ۱۹۸۰ (میلادی) وارد دوره‌های آموزشی شد که از سوی شبکه تلویزیونی TVB هنگ کنگ برگزار می‌شد. سپس به نویسندگی برنامه‌های تلویزیونی پرداخت و چندین فیلم‌نامه تلویزیونی نوشت. او در اواسط سال ۱۹۸۰ وارد شرکت فیلم‌سازی شد که الان تانگ، بازیگر و تهیه‌کننده هنگ کنگی، مالکیتش را داشت.
وونگ سرانجام در سال ۱۹۸۸ (میلادی) نخستین فیلم بلند خود را با نام همین طور که قطرات اشک جاری می‌شوند را به تهیه‌کنندگی و کمک الان تانگ ساخت. این فیلم به فیلم خیابان‌های پایین شهر اثر مارتین اسکورسیزی شباهت زیادی داشت.
فیلم بلند بعدی او روزهای وحشی بودن بود. این فیلم شباهتی به فیلم پیشین نداشت و به نوعی کار وای با این فیلم سبک خاص خود را وارد سینما کرد. این فیلم قسمت نخست سه‌گانه‌ای بود که قسمت دوم و سومش آن را در سال‌های ۲۰۰۰ (میلادی) در حال و هوای عشق و ۲۰۰۴ (میلادی) ۲۰۴۶ ساخت.
کار وای در سال ۱۹۹۴ (میلادی) خاکسترهای زمان را ساخت که داستانی پیچیده‌ای داشت. این فیلم داستان یک آدم‌کش دل شکسته را بیان می‌کند که به بیابان می‌رود و در آنجا با شمشیر زنی ماهر آشنا می‌شود و از او برای کشتن آدم‌ها استفاده می‌کند.
فیلم دیگر او در سال ۱۹۹۴ چانگ‌کینگ اکسپرس نام داشت که در فیلم در دو قسمت جداگانه، داستان عشق دو پلیس را بیان می‌کرد. این فیلم همه جوایز مهم جایزه فیلم هنگ کنگ در ۱۹۹۵ را از آن خود کرد. این فیلم به شدت مورد تحسین کارگردان برجسته امریکایی کوئنتین تارانتینو قرار گرفت تا جایی که شرکت پخش‌کننده او فیلم را خرید.
وونگ در سال ۱۹۹۵ (میلادی) فرشتگان‌سقوط‌کرده را ساخت. فیلم داستان یک قاتل سرخورده است که قصد انجام آخرین کار خود را دارد. اما ابتدا باید بر عواطف همکار خود غلبه کند. در این فیلم وونگ تصویری تلخ از هنگ کنگ را نشان می‌دهد.
در سال ۱۹۹۷ (میلادی) کار وای فیلم شاد در کنار هم را ساخت. این فیلم شهرت کار وای را به خارج از مرزهای هنگ کنگ برد و باعث شد برای نخستین بار در تاریخ جشنواره فیلم کن یک کارگردان چینی بتواند جایزه بهترین کارگردان این جشنواره را ببرد. این فیلم راجع به دو همجنس‌گرای مرد ساکن در بوئنوس آیرس بود.
کار وای در ادامه فیلم‌سازی خودش در سال ۲۰۰۰ فیلمی را ساخت که نقدهای مثبت زیادی را از سوی منتقدان جلب کرد. در در حال و هوای عشق وونگ کار وای داستان عاشقانه زن و مرد همسایه‌ای را تعریف کرد که هر دو مورد خیانت همسرهایشان قرار گرفته‌اند.
در سال ۲۰۰۴ وونگ فیلم ۲۰۴۶ را ساخت. فیلمی با داستان بسیار پیچیده که در آن خاطرات، زندگی و آرزوهای یک نویسنده را با هم نشان می‌دهد. به‌طوری‌که در آن داستان خط زمانی مشخصی ندارد.
سال ۲۰۰۷ (میلادی) وونگ نخستین فیلم انگلیسی زبان خود به نام شب‌های زغال اخته‌ای من را با بازیگرانی متفاوتی چون ناتالی پورتمن، نورا جونز دیوید استراترن، جود لا و ریچل وایس ساخت. فیلم داستان زنی است که می‌گوید مورد خیانت واقع شده‌است و برای فرار از خاطرات بد گذشته از محل زندگی خود دور می‌شود و تمام وقت کار می‌کند. او در طول فیلم با آدم‌ها و داستان‌های دیگری رو به رو می‌شود که به طرز زیبایی در فیلم نقل می‌شود. در این فیلم داریوش خنجی فیلم‌بردار فرانسوی-ایرانی مدیر فیلم‌برداری را بر عهده داشت.
وونگ در سال ۲۰۱۳ (میلادی) با اثری متفاوت به نام استاد اعظم را عرضه کرد. اثری تا اندازه‌ای متفاوت که در آن، داستان زندگی «ایپ من» استاد سرشناس هنرهای رزمی را بازگو می‌کند. اما وونگ در این فیلم باز هم احساسات و صحنه‌های شاعرانه را به نمایش می‌کشد و صحنه‌های رزمی را به حاشیه می‌راند.

## همکاری با بازیگران
وونگ کار وای از آن دسته از کارگردانانی است که بازیگران مورد علاقه‌اش را بارها در فیلم‌هایش به کار می‌گیرد. در جدول زیر، فهرست بازیگرانی که در فیلم‌های وونگ بازی کرده‌اند آمده‌است.
| بازیگر        | همین طور که قطرات اشک جاری می‌شوند (۱۹۸۸) | روزهای وحشی بودن (۱۹۹۰) | خاکسترهای زمان (۱۹۹۴) | چانگ‌کینگ اکسپرس (۱۹۹۴) | فرشتگان‌سقوط‌کرده (۱۹۹۵) | شادی در کنار هم (۱۹۹۷) | در حال و هوای عشق (۲۰۰۰) | ۲۰۴۶ (۲۰۰۴) | دست (۲۰۰۴) | شب‌های زغال اخته‌ای من (۲۰۰۷) | استاد اعظم (۲۰۱۳) |
| ------------- | ---------------------------------------- | ----------------------- | --------------------- | ---------------------- | ---------------------- | ---------------------- | ------------------------ | ----------- | ---------- | --------------------------- | ----------------- |
| چانگ چن       |                                          |                         |                       |                        |                        | N                      |                          | N           | N          |                             | N                 |
| جکی چنگ       | N                                        | N                       | N                     |                        |                        |                        |                          |             |            |                             |                   |
| لسلی چونگ     |                                          | N                       | N                     |                        |                        | N                      |                          |             |            |                             |                   |
| مگی چنگ       | N                                        | N                       | N                     |                        |                        |                        | N                        | N           |            |                             |                   |
| تاکشی کانشیرو |                                          |                         |                       | N                      | N                      |                        |                          |             |            |                             |                   |
| اندی لاو      | N                                        | N                       |                       |                        |                        |                        |                          |             |            |                             |                   |
| کارینا لاو    |                                          | N                       | N                     |                        |                        |                        |                          | N           |            |                             |                   |
| تونی لیانگ    |                                          | N                       | N                     | N                      |                        | N                      | N                        | N           |            |                             | N                 |
| گنگ لی        |                                          |                         |                       |                        |                        |                        |                          | N           | N          |                             |                   |
| بریژیت لی     |                                          |                         | N                     | N                      |                        |                        |                          |             |            |                             |                   |
| ربکا پن       |                                          | N                       |                       |                        |                        |                        | N                        |             |            |                             |                   |
| فی وونگ       |                                          |                         |                       | N                      |                        |                        |                          | N           |            |                             |                   |
| چارلی لونگ    |                                          |                         | N                     |                        | N                      |                        |                          |             |            |                             |                   |
| ژنگ ژی        |                                          |                         |                       |                        |                        |                        |                          | N           |            |                             | N                 |

## فیلم‌های کوتاه
وونگ کار وای بین سال‌های ۱۹۹۶ (میلادی) تا ۲۰۱۲ (میلادی) هشت فیلم کوتاه ساخت. او در سال ۲۰۰۴ فیلم کوتاهی به عنوان اپیزود نخست مجموعه اروس به نام «دست» را ساخت. قسمت دوم این مجموعه را استیون سودربرگ به نام تعادل و قسمت سوم را میکل‌آنجلو آنتونیونی به نام رشته خطرناک چیزها ساخت. این فیلم آخرین فیلم آنتونیونی در سن نود سالگی بود. این مجموعه شامل سه فیلم کوتاه راجع به سکس و عشق است.
| سال انتشار | نام فیلم کوتاه                        |
| ---------- | ------------------------------------- |
| ۱۹۹۶       | wkw/tk/۱۹۹۶@۷'۵۵"hk.net               |
| ۲۰۰۰       | Hua yang de nian hua                  |
| ۲۰۰۱       | تعقیب                                 |
| ۲۰۰۲       | Six Days                              |
| ۲۰۰۴       | The Hand                              |
| ۲۰۰۷       | I Travelled 9000 km to Give It to You |
| ۲۰۰۷       | There's Only One Sun                  |
| ۲۰۱۲       | Deja Vu                               |

## فیلم‌شناسی
| سال  | نام فیلم                          | English Title        | کارگردان | نویسنده | تهیه‌کننده |
| ---- | --------------------------------- | -------------------- | -------- | ------- | --------- |
| ۱۹۸۸ | همین طور که قطرات اشک جاری می‌شوند | As Tears Go By       | N        | N       |           |
| ۱۹۹۰ | روزهای وحشی بودن                  | Days of Being Wild   | N        | N       |           |
| ۱۹۹۴ | خاکسترهای زمان                    | Ashes of Time        | N        | N       | N         |
| ۱۹۹۴ | چانگ‌کینگ اکسپرس                   | Chungking Express    | N        | N       |           |
| ۱۹۹۵ | فرشتگان‌سقوط‌کرده                   | Fallen Angels        | N        | N       |           |
| ۱۹۹۷ | شادی در کنار هم                   | Happy Together       | N        | N       |           |
| ۲۰۰۰ | در حال و هوای عشق                 | In the Mood for Love | N        | N       | N         |
| ۲۰۰۴ | ۲۰۴۶                              | ۲۰۴۶                 | N        | N       | N         |
| ۲۰۰۷ | شب‌های زغال اخته‌ای من              | My Blueberry Nights  | N        | N       | N         |
| ۲۰۱۳ | استاد بزرگ                        | The Grandmaster      | N        | N       | N         |